# René Thomas (závodník)
René Thomas (7. března 1886 Périgueux – 23. září 1975 Paříž) byl francouzský automobilový závodník, rekordman a průkopník letectví. Zvítězil v závodě 500 mil Indianapolis 1914.

## Život
René Thomas se narodil 7. března 1886 v Périgueux.

### Letectví

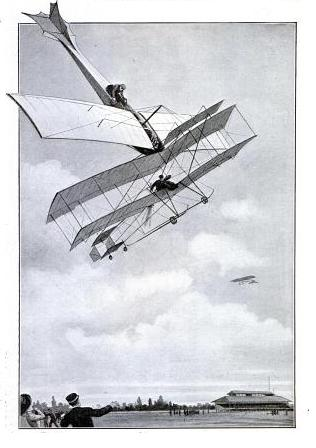
Umělecká představa první kolize dvou letadel (3. října 1910, Milano Circuito Aereo Internazionale)

Od roku 1910 létal pro Société Antoinette jako zkušební pilot a účastnil se několika evropských soutěží. V říjnu 1910 se René Thomas na svém jednoplošníku Antoinette VII srazil v Miláně s dvojplošníkem Farman III skotského kapitána Bertrama Dicksona. Šlo o první zaznamenanou havárii dvou letadel ve vzduchu. Zatímco Thomas z kolize vyvázl bez vážných zranění, Dickson utrpěl závažná vnitřní zranění a nikdy se úplně nezotavil. Zemřel v roce 1913.
Prezidentem Société Antoinette byl Léon Levavasseur, dalším z testovacích pilotů společnosti byl Hubert Latham.

### Automobilismus
René Thomas jako jeden z vedoucích francouzských závodníků, nastoupil v roce 1911 do nově sestaveného týmu Louise Delâge, který tvořili Paul Bablot, Albert Guyot a Victor Rigal. V Grand Prix Francie 1914 dojel s vozem značky Th. Schneider na devátém místě. V roce 1914 zvítězil s vozem Delage v závodě 500 mil Indianapolis, Albert Guyot dojel třetí.
V době první světové války osvobozen od služby v armádě aby mohl závodit. Firma Delage na jeho počest vyráběla v meziválečném období volanty z vrstvené pružinové oceli s vyrytým portrétem a podpisem Reného Thomase a osazovala jimi své vozy. Stejný volant měl na svém voze i Jean Chassagne, když zvítězil v Grand Prix s vozem TT Sunbeam v roce 1922. Thomas se Indy 500 účastnil i po válce. V roce 1919 byl 11., v ročníku 1920 dojel na druhém místě. V ročníku 1921 pro poruchu nedojel.
6. července 1924 ve francouzském Arpajonu ustanovil René Thomas nový světový rychlostní rekord. S vozem Delage La Torpille jel rychlostí 230 km/h. 28. května 1973 se vrátil do Indianapolis, aby před závodem 500 mil Indianapolis zajel několik kol na původním voze Delage. Vůz ale neřídil, seděl na sedadle spolujezdce.
René Thomas zemřel 23. září 1975 v Paříži ve věku 89 let.